# Leucogeranus leucogeranus
La grulla siberiana (Leucogeranus leucogeranus) es una especie de ave gruiforme de la familia Gruidae. Se reproduce en la Rusia ártica  en Yakutia  y en Siberia occidental. Es una migrante de largas distancias. La población oriental inverna en el río Yangtsé y en el lago Poyang en China, la población central inverna en el parque nacional Keoladeo, India y las población occidental en Fereidoonkenar y en Isfahán en Irán. Se reproduce e inverna en humedales, donde se alimenta de brotes, raíces y tubérculos de plantas acuáticas. No se reconocen subespecies.

## Descripción
Esta es una grulla grande blanca, típicamente de 4,9 a 8,6 kg, 140 cm de alto y 210-230 cm de envergadura de alas. Los machos grandes pueden exceder los 152 cm de alto y los 10 kg de peso. Los adultos son blancos, excepto por una máscara roja oscura que se extiende desde el pico hasta detrás de los ojos. Tienen el iris amarillo y las piernas rojizas. El macho es ligeramente más oscuro que la hembra. Los juveniles tienen la máscara con plumas y el plumaje color anteado o canelo. La voz es aflautada y musical.

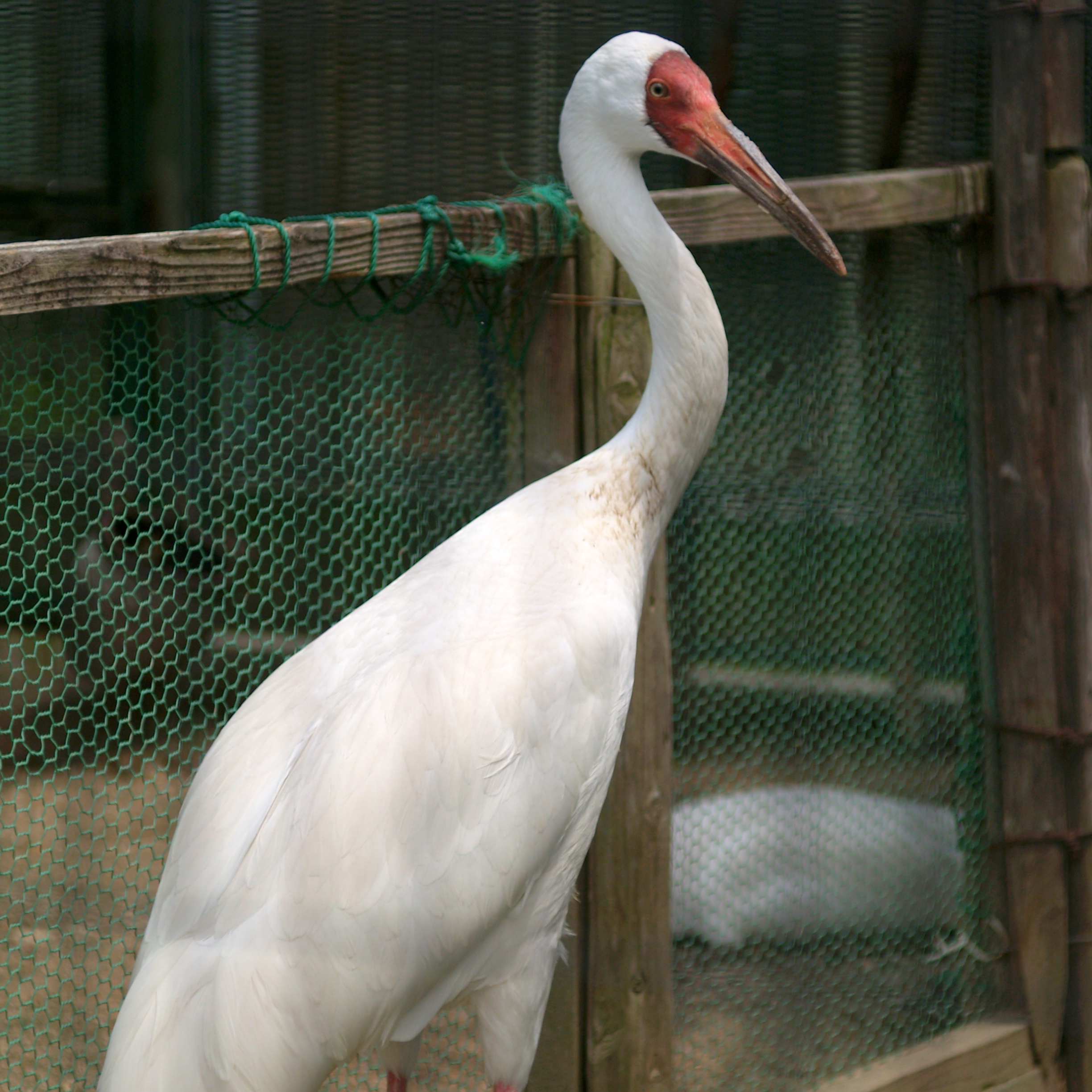
En el Zoo Tennōji, Japón

## Estado de conservación
La especie está en peligro crítico de extinción, dado que se espera que se produzca una declinación rápida de la población en un futuro próximo. El sitio de invernada en China que mantiene el 95% de la población está amenazado por los cambios hidrológicos causados por la Presa de las Tres Gargantas. Se estima que la población en China es de unos 2000 especímenes.
Los registros históricos de la India sugieren que un número de ellas invernaban allí en el pasado. De hecho, Ustad Mansur, un artista cortesano de Jehangir del siglo XVII, fue el primer hombre que pintó cuidadosamente a la grulla siberiana. Sin embargo, el número de aves que invernaba en India declinó paulatinamente hasta no aparecer más allí.
Frank Finn en 1906 planteaba:

"El señor Rutledge de Entally me dijo que por veinte años él trató infructuosamente de obtener especímenes vivos de esta grulla, pero no lo logró hasta hace unos pocos años atrás, cuando él y uno de los negociantes nativos obtuvieron  tantos que el mercado estaba bastante repleto, y muchas se enviaron a Europa. Desde entonces la especie se volvió escasa nuevamente, así que evidentemente ésta fue sólo una invasión  temporal."
Frank Finn en How to know the Indian waders (1906)

La telemetría satelital fue usada para el seguimiento de una bandada que invernaba en Irán. Se observó que descansaban en el extremo oriental del delta del Volga. La Grulla Siberiana es una de las especies a las cuales el Acuerdo para la Conservación de Aves Acuáticas Migratorias Africano-Euroasiáticas (AEWA) se aplica y está sujeta a un Memorando de Entendimiento concluido bajo la Convención de Bonn.